# John Doyle (regista)
John Doyle (1953) è un regista teatrale scozzese.
È noto soprattutto come regista di musical teatrali, in cui spesso usa un approccio minimalista. Una caratteristica che contraddistingue diverse sue produzioni e l'assenza di un'orchestra, sostituita dagli attori sul palco che suonano gli strumenti mentre recitano e cantano. Ha usato questa tecnica nel suo acclamato revival di Sweeney Todd, in scena a Londra e a Broadway nel 2005, che gli valse il Tony Award alla miglior regia di un musical. A Broadway ha diretto anche apprezzati revival di Company (2006), A Catered Affair (2008), The Visit (2015) e Il colore viola (2015).